# La Corona (Huesca)
La Corona es una localidad española perteneciente al municipio de La Fueva, en aragonés A Fueva, perteneciente a la comarca de Sobrarbe, en Huesca.

## Demografía
Actualmente esta localidad está despoblada, a 2010 cuenta con 0 habitantes.

## Situación
El pueblo se encuentra a unos 700 metros de altitud sobre el nivel del mar. Dista 1,5 kilómetros aproximadamente de la localidad (también deshabitada) de Lecina. Situado en la parte alta de un tozal.

## Arquitectura
Las casas son de bella arquitectura, todas encerradas en una sola calle. No poseía el pueblo iglesia, pero sí poseía una capilla, de aproximadamente el siglo XIX. El edificio más destacable era la Casa Oncins, un casal noble de unas dimensiones abrumadoras.

## Historia
Llegó a formar parte del municipio de Muro de Roda, aunque pasó a ser de La Fueva en la década de los años 60', tras la despoblación de Muro de Roda por la construcción del embalse de Mediano.